# Пасічник

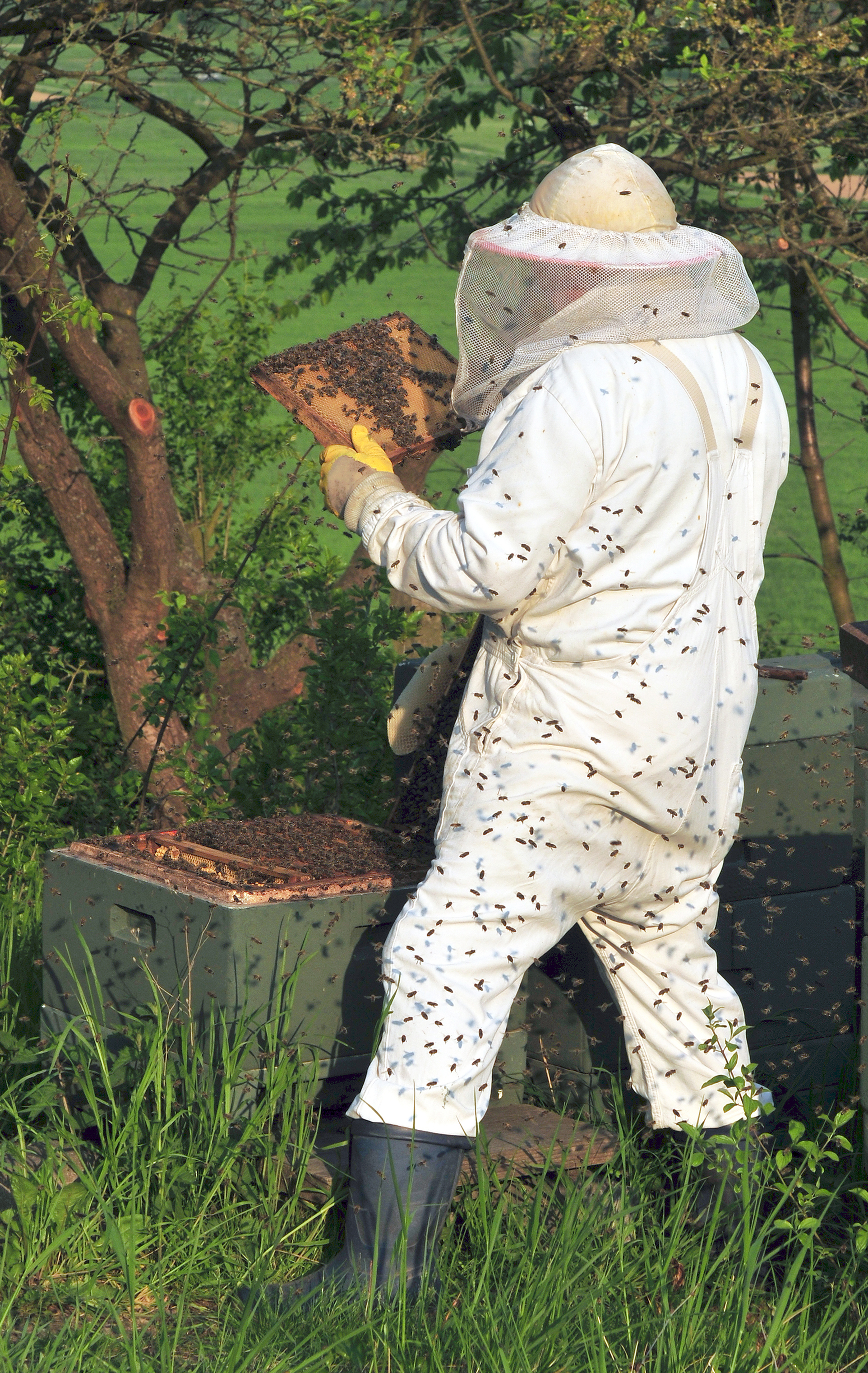
Пасічник оглядає рамку із розплодом (Нижня Саксонія, Німеччина)

Пасічник (бджоляр) — людина, яка має адміністративні права на пасіку, тримає або розводить бджіл. 
Бджоли виробляють таку важливу продукцію, як мед, віск, пилок та маточне молочко. Цю продукцію можна купити, та не можна імпортувати запилення продуктових ентомофільних рослин. Проте деякі пасічники також вирощують бджолиних маток або бджолопакети для продажу їх іншим господарствам, а також для задоволення власної наукової цікавості. Пасічники також можуть використовувати бджіл для запилення овочевих та ягідних садів, або ланок з городиною. Багато людей тримають бджіл просто для власного задоволення. Інша частина — як джерело основного прибутку, або додаткового. Ці фактори зумовлюють різноманітну кількість бджолиних сімей, які утримує кожен із пасічників.

## Визначення

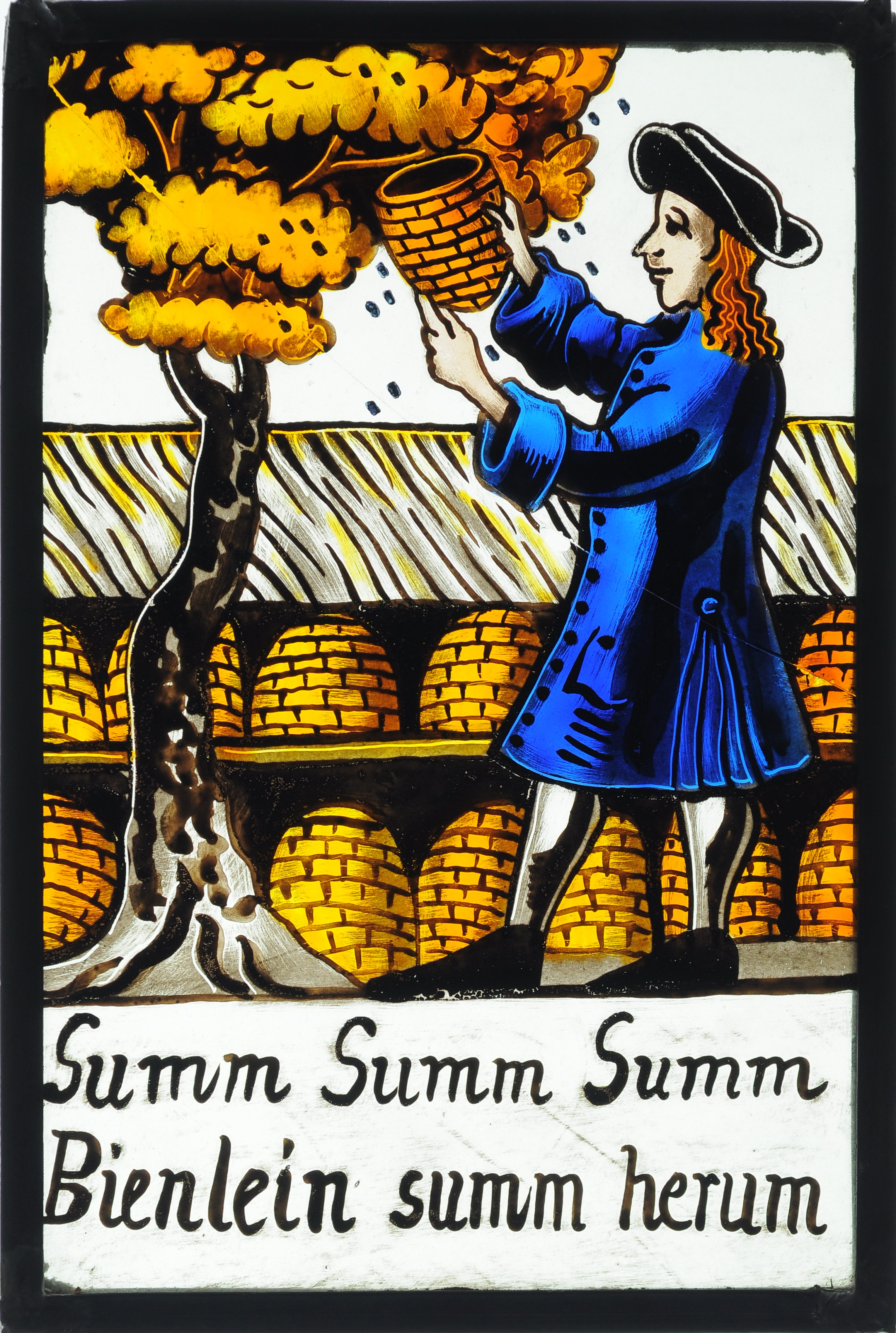
Бджоляр на старому німецькому вітражі. Внизу приспів із дитячої пісеньки Августа Генріха Гофмана

Бджоли не домашні комахи та людина не контролює діяльність бджіл, а є просто власником вуликів і всього пасічницького обладнання та вміло використовує природну діяльність бджіл у своїх інтересах.
Різні пасічники утримують бджолині сім'ї різні за кількістю, породою і ставлять на перше місце свою мету утримання. А це може бути:
- запилення присадибної ділянки
- створення умов і мікроклімату для оздоровлення своєї родини
- задоволення власних потреб у продукції бджільництва
- комерційне виробництво продуктів бджільництва
- вивчення бджіл і вдосконалення їхнього утримання

Пасічникування надає великі можливості людині у творчості і завжди виставляє об'єктивну оцінку дослідним діям пасічника. Та незалежно від головної мети утримання бджіл пасічник постійно має прагнути створювати бджолам найсприятливіші умови їх проживання та активної роботи.
Умови утримання бджіл:
1. Задоволення потреби бджолосім'ї у розмноженні.
2. Уникати потреби у підгодівлі сімей, а якщо вже підгодовувати, то виключно медовою ситою.[джерело?] (Калініченко Ю. «Без цукру» ст. 14, «Пасіка» № 3 2008).
3. На перше місце ставити  бджіл.
4. Перша заповідь пасічника — зберегти весняний мед для наступної зимівлі бджіл.
5. Друга — зимування бджіл у вуликах без позарамкового простору у гніздах.
6. Третя — для розрахунку зимового запасу кормів брати до уваги мед розташований у вертикальному напрямку над клубом бджіл.[2][джерело?]

## Класифікація пасічників
Більшість пасічників розводять бджіл просто для задоволення. Як правило вони власники кількох вуликів. Основна їх зацікавленість — інтерес до екології та природничих наук. В цьому випадку мед — просто побічний продукт цього захоплення і мед споживають у сім'ї пасічника.
Промислові пасічники працюють із сотнями, а то й тисячами бджолиних сімей і щороку отримують сотні кілограмів меду. Першим, найвідомішим промисловим пасічником вважають Петра Прокоповича, який на початку XIX століття володів понад 6600 бджолиними сім'ями. Також є відомі промислові пасічники та в США: Мозес Квінбі мав близько 1200 вуликів (1840 рік), Джим Пауверс із Айдахо мав 30000 вуликів (1960—1970 роки). Сучасні найбільші промислові пасіки Північної Америки: Adee Honey Farm із Південної Дакоти, США (у власності приблизно 80000 бджолиних сімей), та Scandia Honey Company із Альберти, Канада (приблизно 15000 бджолиних сімей). У всьому світі промислові пасічники становлять приблизно 5 % від усіх пасічників, але вони виготовляють понад 60 % товарного меду.

## Типи пасічників

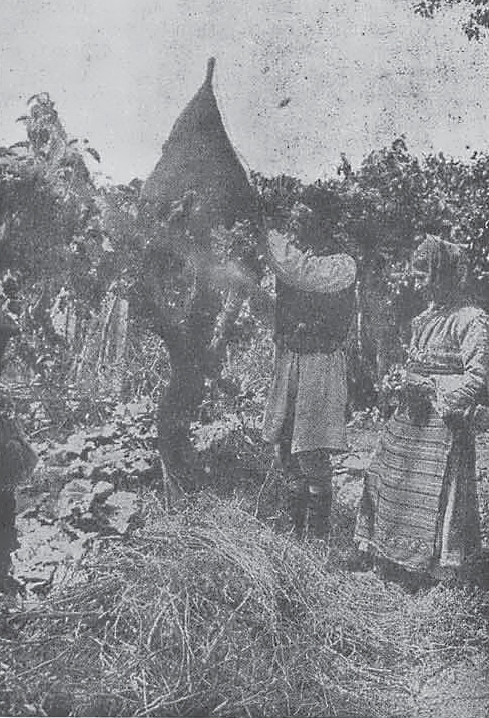
Пасічники із Македонії на початку 20-го століття

Більшість пасічників виготовляють продукцію для продажу. Найціннішим продуктом, який продають пасічники — це мед. Пасіки, які орієнтуються на виробництво меду розташовуються в місцевостях з високою медопродуктивною рослинністю. Найбільше виробляють і продають рідкий мед (потім він може кристалізуватися і набувати стану від пастоподібного до твердого), але іноді й стільниковий мед. Бджолиний віск, пилок, маточне молочко та прополіс також може бути значним доходом пасічників. Сучасні пасічники рідко розводять бджіл лише заради бджолиного воску. Раніше віск був дуже потрібен як для промисловості (виробництво лаків, паст, мастил), так і для виробництва свічок. Зараз віск є побічним продуктом виробництва меду, але його відбирають з вуликів для продажу та для обміну на вощину.
Для гарних врожаїв багатьох комахозапильних сільськогосподарських культур (садово-ягідні господарства, теплиці, медоносні посівні культури) їм потрібне перехресне запилення комахами. У світі популярна практика запрошувати запилювальні пасіки із достатньою кількістю сильних сімей, для належного запилення культур аби отримати якомога більший врожай. Найкраще реагують на запилення бджолами такі культури: мигдаль, яблука, вишня, черешня, баштанні, гречка, соняшник, ріпак.
Маточні господарства, або розплідники — це спеціалізовані господарства, які вирощують маток для подальшого їх продажу іншим пасічникам. Такі господарства утримують чисті лінії бджіл певних порід (карпатські, українські степові), в достатньо ізольованих ареалах (віддалених від інших пасік мінімум на 6-7 кілометрів) із ранньою теплою весною. Матки можуть пересилатися в спеціальних невеличких кліточках, разом із десятком бджіл та кормом. Пасічники, які отримують нових плідних породних маток замінюють ними на пасіці низькопродуктивних, хворих маток, схильних до роїння, або підселяють новоприбулу матку у безматочну сім'ю.  Також бджолорозплідники можуть проводити продаж бджолопакетів — невеличких бджолиних сімей, які пересилають із рамками, або без які потрібні молодим пасічникам зовсім без бджіл, або вже досвідченим, які планують розширювати своє господарство, а також покращувати генофонд бджіл. Водночас захоплення розведенням бджіл на продаж призводить до переродження «медовості» бджіл на схильність до надпродукування чисельності.